# Slinge (stacja metra)
Slinge – stacja metra w Rotterdamie, położona na linii D (błękitnej) i E (niebieskiej). Została otwarta 25 listopada 1970. Stacja znajduje się na granicy dzielnic Pendrecht i Zuidwijk.